# Moses Odion
Moses Odion est un boxeur nigérian né le 10 juin 1972.

## Carrière
Moses Odion est médaillé de bronze dans la catégorie des poids plumes aux Jeux africains du Caire en 1991, s'inclinant en demi-finale contre le Malgache Haritora Rapotamanga.
Aux Jeux olympiques d'été de 1992 à Barcelone, il est éliminé en quarts de finale dans la catégorie des poids légers par l'Américain Oscar de la Hoya.